# Veliki Radinci
Veliki Radinci (Велики Радинци) település Szerbiában, a Vajdaságban, a Szerémségi körzetben, Szávaszentdemeter községben.

## Demográfiai változások
| 1948 | 1953 | 1961  | 1971  | 1981  | 1991  | 2002  |
| ---- | ---- | ----- | ----- | ----- | ----- | ----- |
| 860  | 968  | 1 325 | 1 513 | 1 620 | 1 570 | 1 617 |